# 品川高久
品川 高久（しながわ たかひさ）は、江戸時代初期の旗本。今川氏真の次男。高家品川家の祖である。

## 生涯
慶長3年（1598年）、徳川秀忠に初めて御目見した。このとき、「物加波」という馬を下賜されている。慶長6年（1601年）、上野国碓氷郡内において1000石を与えられた。高久は当初は今川姓を称していたが、数代前の先祖の今川範忠が室町幕府将軍の足利義教から与えられた「今川姓は範忠の子孫かつ嫡家に限り、分家庶家は今川姓を許されない（天下一苗字）」という由緒を重んじた秀忠の意向により、別家である高久は江戸の屋敷地の地名にちなんで苗字を「品川」に改めた。
寛永16年（1639年）8月4日死去、享年64。江戸市谷の万昌院に葬られた。以後代々の葬地となった。
正妻は鷲尾筑後の娘。2男2女あり。長男高如は高家旗本、次男高寛は一般の旗本になった。娘の1人は岡山弥清に嫁ぎ、今川家14代当主氏堯を産んだ。